# Fátima Flórez
 (avril 2024).
Si vous disposez d'ouvrages ou d'articles de référence ou si vous connaissez des sites web de qualité traitant du thème abordé ici, merci de compléter l'article en donnant les références utiles à sa vérifiabilité et en les liant à la section « Notes et références ».
María Eugenia Flórez, née à Olivos le 3 février 1978, est connue artistiquement sous le nom de Fátima Flórez. Elle est une actrice, danseuse, chanteuse, mannequin, animatrice, imitatrice et humoriste argentine.

## Biographie
Elle est surtout reconnue pour avoir été la co-animatrice, aux côtés de Gabriela Sobrado, de l'émission Plan TV, et pour ses imitations de l'ancienne présidente Cristina Fernández de Kirchner dans l'émission Periodismo para todos, animée par le journaliste Jorge Lanata.
Elle a remporté deux prix Martín Fierro (2013 et 2015) grâce à ses imitations dans Periodismo para todos et ShowMatch. Pour son travail au théâtre, elle a remporté quatre prix Carlos, cinq prix Estrella de Mar et cinq prix VOS. Elle est la seule artiste argentine à avoir remporté trois médailles d'or (deux Carlos d'Or et une Estrella de Mar d'Or) au cours des saisons théâtrales.
D'août 2023 à avril 2024, elle est la compagne du président argentin Javier Milei,.